# Branle-bas au casino
Pour plus de détails, voir Fiche technique et Distribution.
Branle-bas au casino (The Honeymoon Machine) est un film américain réalisé par Richard Thorpe, sorti en 1961.

## Synopsis
Le lieutenant de vaisseau Fergie Howard (Steve McQueen) et son ami l'ingénieur Jason Eldridge (Jim Hutton) décident lors d'une escale à Venise d'utiliser la puissance de l'ordinateur de leur vaisseau pour « faire sauter la banque » du casino. Utilisant une transmission par signaux lumineux entre le navire et la salle de jeux pour calculer les probabilités de sortie d'un numéro à la roulette ; ces signaux sont signalés à l'amiral Fitch qui les interprète comme un plan d'attaque codé des forces soviétiques depuis leur ambassade, contre les navires de la flotte américaine. La petite amie du lieutenant Howard (Brigid Bazlen) étant la propre fille de l'amiral, cela va déclencher une série d'hilarants quiproquos dans la pure tradition du théâtre de boulevard.

## Fiche technique
- Titre original : The Honeymoon Machine
- Titre français : Branle-bas au casino
- Réalisation : Richard Thorpe
- Scénario : George Wells, d'après la pièce The Golden Fleecing de Lorenzo Semple Jr.
- Musique : Leigh Harline
- Photographie : Joseph LaShelle
- Montage : Ben Lewis
- Production : Lawrence Weingarten
- Sociétés de production : Avon Productions, Euterpe, Inc.[1] et Metro-Goldwyn-Mayer
- Sociétés de distribution : Metro-Goldwyn-Mayer
- Pays de production :  États-Unis
- Langue originale : anglais, russe
- Format : couleur (Metrocolor) — 35 mm — 2,35:1 (CinemaScope) —  son Mono (Westrex Recording System)
- Genre : Comédie
- Durée : 87 min
- Dates de sortie :
  - États-Unis : 23 août 1961
  - France : avril 1962

## Distribution
- Steve McQueen (VF : Bernard Noël) : Lieutenant Fergie Howard
- Brigid Bazlen (VF : Arlette Thomas) : Julie Fitch
- Jim Hutton (VF : Jean-François Calvé) : Charlie Eldridge
- Paula Prentiss (VF : Michèle Montel) : Pam Dunstan
- Dean Jagger (VF : Gérard Férat) : Amiral Fitch
- Jack Mullaney : Lieutenant Beauregard 'Beau' Gilliam
- Jack Weston (VF : Roger Carel) : Signaleur Burford Taylor
- William Lanteau (VF : Gabriel Cattand) : Tommy Dane
- Marcel Hillaire (VF : Fred Pasquali) : Inspecteur des jeux du casino
- Ken Lynch (VF : Jean-Henri Chambois) : Capitaine James Angle
- Simon Scott (VF : Albert Augier) : Capitaine Harvey Adam
- Ben Astar : Consul russe
- Mario Siletti (VF : Fernand Rauzena) : Chef de police italien
- Grandon Rhodes : Sénateur